# Hønefoss
Hønefoss es un pueblo de Noruega, situado en el municipio de Ringerike, en la provincia de Buskerud. Tiene 13 930 habitantes aproximadamente, y está localizado al norte de lago Tyrifjorden, donde el río Begna forma las cataratas de Høne, dando al pueblo su nombre. Es una localidad que posee muchas fábricas.
Hønefoss celebró su año 150 como municipio en 2002.
- Datos: Q865925
- Multimedia: Hønefoss / Q865925